# Norman Stevenson
Norman Lang Stevenson (Edimburg, 25 de novembre de 1875 – Edimburg, 21 d'agost de 1967) va ser un jugador d'hoquei sobre herba escocès que va competir a principis del segle xx.
El 1908 va prendre part en els Jocs Olímpics de Londres, on va guanyar la medalla de bronze en la competició d'hoquei sobre herbal, com a membre de l'equip escocès.